# Trachyscelida
Trachyscelida es un género de escarabajos de la familia Chrysomelidae. En 1893 G. Horn describió el género. Esta es la lista de especies que lo componen:
- Trachyscelida bicolor (Bechyne, 1958)
- Trachyscelida bicolor (Leconte, 1884)
- Trachyscelida boliviana (Bechyne, 1958)
- Trachyscelida flourescens (Bechyne, 1958)
- Trachyscelida obesa (Duvivier, 1889)
- Trachyscelida robusta (Jacoby, 1888)
- Trachyscelida venezulensis (Bechyne, 1956)